# Ким Ун Ён
Ким Ун Ён (кор. 김웅용, род. 8 марта 1962) — корейский вундеркинд. В возрасте 4 лет он знал четыре языка и решал задачи по математическому анализу. В Книге рекордов Гиннесса, коэффициент интеллекта оценивается в 210 IQ.
Ким родился в районе Hongje-dong Сеула, в Южной Корее. 2 ноября 1967 года, в пятилетнем возрасте, Ким Ун Ён выступал на японском Fuji TV с решением сложной математической задачи. В 8 лет был приглашён НАСА для прохождения обучения в Колорадский университет. В 1978 году вернулся в Корею, где по 2007 год работал в Chungbuk National University. За автором числится более 90 публикаций.
Женат, два сына.